# 무로스 (사르데냐)
무로스(사르데냐어: Mùros)는 이탈리아의 사르데냐 주에 있는 사사리도의 코무네 (지방 자치체)로, 칼리아리에서 북쪽으로 약 170 킬로미터 (110 mi) 떨어져 있고, 사사리 (사르데냐)에서 남동쪽으로 약 8 킬로미터 (5 mi) 떨어져 있다. 2004년 12월 31일 기준으로 인구는 760명이고 면적은 11.2 제곱킬로미터 (4.3 mi2)이다.
무로스는 다음 지방 자치체와 접해 있다: 카르제게, 오실로, 오시, 사사리 (사르데냐).